# St Nicholas-at-Wade
St Nicholas-at-Wade är en ort och civil parish i grevskapet Kent i sydöstra England. Orten ligger i distriktet Thanet, cirka 10 kilometer sydväst om Margate. Tätorten (built-up area) hade 731 invånare vid folkräkningen år 2021.